# タイ国鉄KP型ディーゼル機関車
タイ国鉄KP型ディーゼル機関車（タイこくてつKPがたディーゼルきかんしゃ）は、1969年に製造されたタイ国有鉄道の液体式ディーゼル機関車である。その車番から3100形と呼ばれる場合もある。

## 導入の経緯
タイ国鉄では、1963年からアメリカ・ゼネラル・エレクトリック製GE型を50両、西ドイツ・ヘンシェル製HE型を27両それぞれ投入し、幹線の優等列車牽引用として運用していた。しかしながら、当時は各路線の軌道強化が進んでおらず、動力伝達方式が電気式の大型機であるGE型が入線できる線区は限られていた。そのため、軌道強化が遅れた線区の急行列車については、出力では若干劣るものの液体式で軽量なHE型が主に牽引を担当していた。
1960年代末でもまだ軌道強化が遅れた線区が各地に残っていたことから、年々増大する輸送需要への対応と、無煙化の更なる促進に向けて、HE型のような小型軽量で運用線区を選ばない機関車を増強するために製造されたのが本形式である。

## 車両

### 構造
HE型を含むそれまでの多くの機関車で採用されていたBo-Bo軸配置を踏襲した。また、動力伝達方式に発電機やモーターの重量が嵩む電気式ではなくHE型同様の液体式を採用、自重の軽減に努めるなど、全般的にHE型を下敷きとした設計となっている。
液体変速機はHE型で用いられたヘンシェル製ボイス変速機ではなくクルップの設計によるものを使用した。しかしこの独自設計の変速機は故障が多く、部品調達にも困難が生じたため、後年HE型同様のヘンシェル製のものに交換されている。この他にも製造当初には各種故障が発生し、目標とした最高速度90 km/hに達することが出来なかった。
本形式の導入時には、1952年登場のDA型、1958年登場のHI型、1963年登場のGE型などの電気式ディーゼル機関車と、1963年登場のHE型液体式ディーゼル機関車のように、電気式、液体式双方の近代的な中・大型機がタイ国鉄において共存していた。しかし、液体式である本形式で当初多発した故障が一因となり、タイ国鉄では電気式の方が有利と判断された。また、その後各路線の軌道強化が進み、電気式を採用することによる重量増のデメリットも小さくなったため、国鉄本線用の液体式機関車は本形式が最後となり、以降は長らく電気式のディーゼル機関車のみが導入されることとなる。

### 車体
小型で角ばった箱型の車体をしている。前面は庇が飛び出しており、かつての日本国鉄の旧型電機のようなスタイルである。ヘッドライトは当時主流だった白熱球ではなくシールドビームを採用している。

### 塗装
登場直後から現在まで、前面周りが黄色、側面は橙色に黄色い帯という塗装を維持している。

## 運用
登場当初は先述の通り故障が多発したが、改良後は主幹線にて運用された。
2000年時点では事故廃車となった2両を除く28両全車が現役で、スラ―トターニー周辺やハジャイ周辺などの南本線南部区間にて、区間旅客列車や貨物列車の牽引を担当していた。
2023年現在では1両を除き全て廃車または国外譲渡（後述）されている。3118号機はタイ国鉄において唯一現役の個体で、バンコクのトンブリー機関区に所属している。定期運用は持たないものの、洪水が発生した際などに稀に列車を牽引することがある。

## 国外譲渡

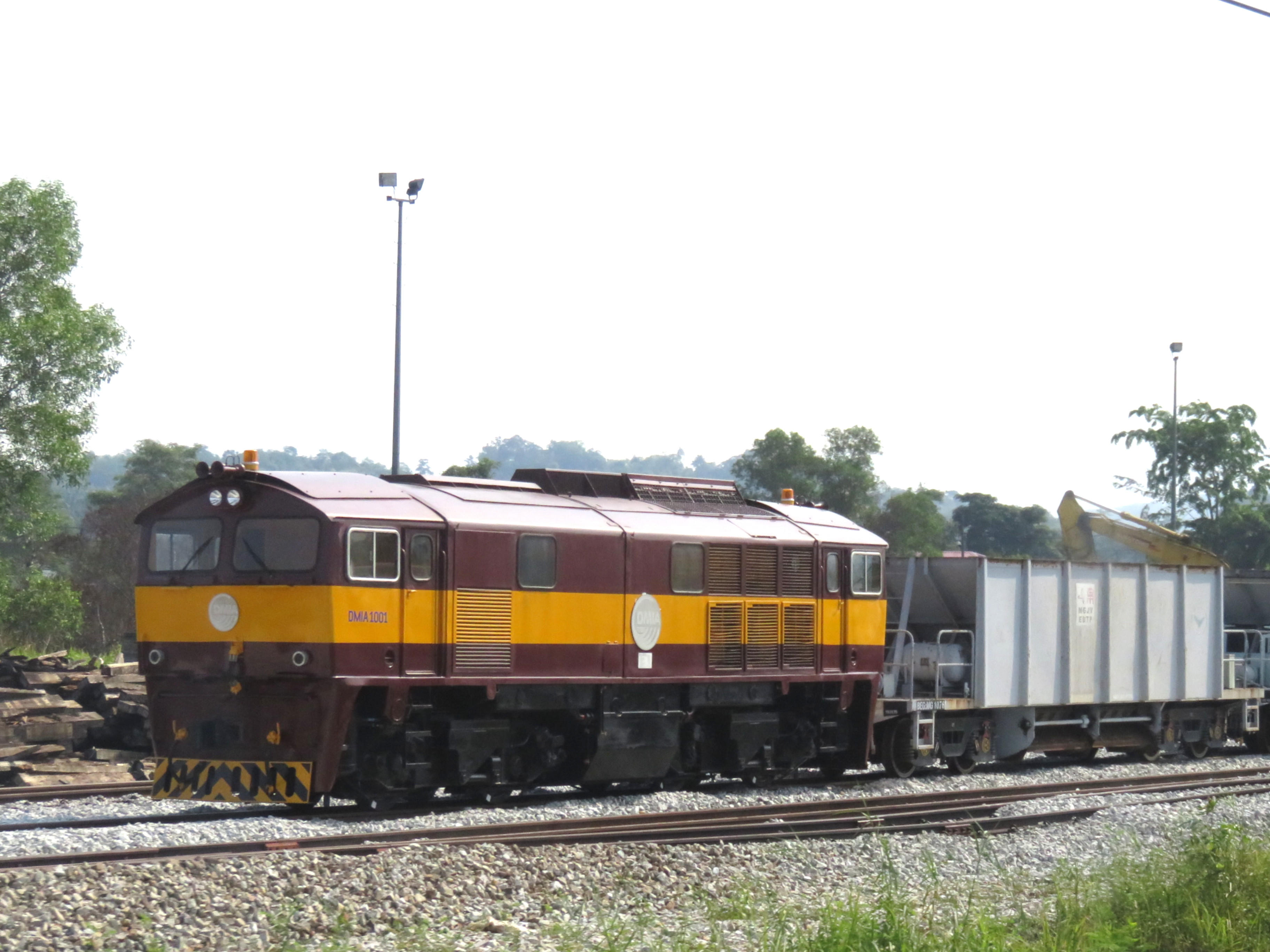
DMIAに譲渡され、工事列車を牽引中のKP型

2016年の下半期に、タイ国鉄内において廃車となった4両が、マレー鉄道の様々な改良工事を担当しているマレーシアの工事・保線会社（Dhaya Maju Infrastructure (Asia) Sdn Berhad：DMIA）へ譲渡された。本形式は、元インド鉄道のYDM4型や元日本国鉄・JR西日本のDD51形と共にSerendah Yard（スレンダ貨物駅の北方）に配置され、主に工事列車の牽引を担当している。塗装は、全体が茶色に塗装され、中央にオレンジ色の太帯を巻いたものである。また、回転灯の追加やタイフォンの移設などが行われている。
DMIAへ譲渡された本形式のうちの1両は、タイ国鉄レッドラインの建設を担当した民間企業によって買い取られ、タイ国内で再度利用された後、2023年1月にはカンボジアロイヤル鉄道へ移籍した。塗装はDMIA時代のものを維持している。